# Saastna
Saastna – wieś w Estonii, w prowincji Lääne, w gminie Lihula.